# Liste d'écrivains gabonais
Cette liste d'écrivains gabonais vise à recenser les principaux écrivains gabonais, en toute langue, toutes diasporas comprises.
Elle contient également quelques non-gabonais d'avant l'indépendance, et potentiellement quelques non-gabonais revendiquant leur attache à la culture gabonaise.

## 1800
- Henri-Louis-Marie-Paul Trilles (1866-1949)[1],[2], religieux, anthropologue, Au Gabon dans les rivières de Monda (1900 ?), Contes et légendes fang du Gabon (1905), Mille lieues dans l'inconnu : de la côte aux rives du Djah (1902)
- André Raponda-Walker (1871-1968), prêtre, linguiste, dictionnariste, ethnographe, premier prêtre gabonais (1895), Rites et croyances des peuples du Gabon (1962)
- Jean-Rémy Rapontchombo (1874 ? – 1940 ?), sans doute premier bachelier gabonais
- Albert Schweitzer (1875-1965), médecin, pasteur, organiste, humanitaire, ayant vécu près de 50 ans à Lambaréné, Hôpital Albert-Schweitzer
- René Maran (1887-1960), martiniquais (enfance au Gabon), poète, romancier, Batouala (1921)

## 1900
- Georges Damas-Aléka (1902-1982), politique, auteur-compositeur de l’hymne national gabonais

## 1910
- Vincent de Paul Nyonda (1918-1995), dramaturge, homme politique, Le combat de Mbombi- l'Émergence d'une nouvelle société-Bonjour, Bessieux (1979), La mort de Guykafi-Deux albinos à la Mpassa-Le soûlard (1981), puis Le roi Mouanga (1988)

## 1920
- Gaston Rapontchombo (1927-2008)[3], Dictionnaire raisonné des superstitions et croyances populaires du Gabon (sd)

## 1930
- Georges Rawiri (1932-2006), poète, politique, diplomate, Le Train de la forêt vierge ou l'Épopée du Transgabonais (1985)
- Jean-Baptiste Abessolo (en) (1932-), éducateur, nouvelliste, Les Aventures de Biomo (1975), Contes de gazelle. Les Aventures de Biomo. L'Arbre du voyageur (1975), Contes du Gabon (1981)
- Paulin Nguema-Obam (1934-2020)[4], anthropologue, Aspects de la religion fang (1984), Fang du Gabon, les tambours de la tradition (2005)
- Omar Bongo (1935-2009), homme politique, président du Gabon (1967-2009), Le Réconciliateur (théâtre), Gouverner le Gabon (1968)…
- Ndouna Dépénaud (1937-1977), éducateur, poète, dramaturge, diplomate, Passages. Essais poétiques (1967), Rêves à l'aube (1975), La Plaie (sd)

## 1940
- Josette Lima (vers 1940), poétesse, Poèmes (1966)
- Henri Walker-Deemin  (1940 ? – 1990 ?), Poèmes de France (1963)
- Patience Dabany (1941-), alias Marie-Joséphine Kama, musicienne, chanteuse, Obali (1974)
- Pierre Akendengué (1943-), musicien, chanteur, parolier
- Pierre-Edgar Moundjégou (1943-2011) alias Magang-Ma-Mbuju-wisi [5], Le Crépuscule des silences (1975), Ainsi parlaient les Anciens (1987), Chant du coupeur d'Okoumé
- Richard Moubouyi (1944-2001)[6],[7], homme de radio, poète, dramaturge, metteur en scène, Au rythme des pagaies (1990), Boussoudou, La circoncision, Le nouveau système des choses
- Robert Zotoumbat[8], Histoire d'un enfant trouvé (1971)
- Laurent Owondo (1948-)[9], dramaturge, Au bout du silence (1985), La Folle du Gouverneur (2001)
- Jean-Claude Quentin Ben Mongaryas (1948-)[10], poète, diplomate, En route pour Kendje (1974), Poésies (1976), Poèmes (1976), Voyage au cœur de la plèbe (1986)...
- Justine Mintsa (1949-), universitaire, romancière, Un seul tournant Makôsu : journal (1994), Histoire d'Awu (2000), Larmes de cendre (2012)...

## 1950
- Francis Taïka (1950 ?-) Elongah (ou Le mystère de la mort) (1971)
- Martin Edzodzomo-Ela (en) (vers 1950-), économiste, politique, De la démocratie au Gabon : Les fondements d'un renouveau national (1993)
- Paul Bunduku-Latha (1952-), politique, diplomate, écrivain, L'administration Clinton et l'Afrique (1999), La politique africaine de George W. Bush (2010)
- Ferdinand Allogho-Oké (1953-)[11], enseignant, animateur, acteur, Biboubouah (1985)
- Maurice Okoumba-Nkoghé (1954-), poète, romancier, professeur, Paroles vives écorchées (1979), La Mouche et la glu (1984), Olendé, une épopée du Gabon (1985), La courbe du soleil (2016)…
- Angèle Rawiri (1954-2010, Ntyugwetondo), romancière, Elonga (1980), Gʾamèrakano au carrefour (1983), Fureur et cris de femme (1989)  au carrefour
- Charles M'ba (1954-),  haut cadre économique et financier, essayiste et homme politique gabonais, Gabon, la passion du pays;  Mes mots (2016)
- Jean-Ferdinand Mbah (1955 ?), universitaire, La recherche en sciences sociales au Gabon (1987, 2000), La construction de l'État au Gabon (2015)...
- Jean-Mathieu Angoué-Ondo (né vers 1956)[12], Résidence Karabonella (2000), Par-delà les siècles des siècles (2000), Quelle évolution des droits des femmes et des filles au Gabon ? (2017)
- Patrick Nguema Ndong (1957-2021), présentateur radio, producteur, Rêves de serpent
- Honorine Ngou (1957-), universitaire, essayiste, romancière, Féminin interdit, Afép - L'étrangleur-séducteur, Quatorze clés pour réussir son couple (2003), Mon mari, mon salaud (2017), Ils ne pensent qu'à ça (2017)...

## 1960
- Jean-Juste Ngomo (1961-)[13], nouvelliste, Les ombres océanes (2020), Nouvelles du Como et de nulle part (2007), Nouvelles d'Ivoire et d'outre-tombe (2003)
- Emmanuel Issoze Ngondet (1961-2020), politique, Un Ascète dans la cour (2007)
- Jean Divassa Nyama (1962-)[14], écrivain, journaliste, critique littéraire, La Calebasse (1987-2008), Oncle Mâ (1991), La Vocation de Dignité (1997), Le bruit de l’héritage (2002), Opumbi (2010), Le Roi de Libreville (2011), L’Amère Saveur de la liberté (2013-2014)
- Armel Nguimbi Bissielou (1962-), Le Bourbier (1993)[15]
- Augustin Emane (1963-), juriste, enseignant, universitaire, Docteur Schweitzer une icône africaine (2013)
- Désiré Ename (1964-), journaliste, éditorialiste
- Ludovic Emane Obiang (1965-)[16], nouvelliste, dramaturge, essayiste, Et si les crocodiles pleuraient pour de vrai (2008), Péronnelle (2004), L'enfant des masques (1999)
- Chantal Magalie Mbazoo-Kassa (1967-), poétesse, francophone, romancière, Noir, le sang de ma terre (1998), Sidonie (2001), FAM ! (2003), Amours infirmes (2013), Chienne de vie ! (2016)…
- Imunga Ivanga (1967-), réalisateur, critique, poète, essayiste, Les Sens du silence (1989), Cinéma et Mémoire : comment s'instruire de son passé pour bâtir une identité (2017)
- Éric Joël Békalé (1968-)[17], essayiste, historien de la littérature, anthologiste
- Sandrine Bessora (née en Belgique) (1968-), romancière, nouvelliste, 53 cm (1999), Les Taches d'encre (2000)…
- Pauline Mvélé (1969-), actrice, scénariste, réalisatrice
- Ludovic Mba Ndzeng (1969-)[18], anthropologue, Pouvoir politique et discours sorcellaire au Gabon (2012)

## 1970
- Émilie Koumba (1970 ?)[19], Sally de mes rêves (1992)
- Lucie Mba (vers 1970 ?)[20], poétesse, secrétaire d’état,  Patrimoine (2000), Patrimoine II (2006)
- Sylvie Ntsame (vers 1970), romancière (jeunesse), La Fille du Komo (2004), Malédiction (2005), Mon amante, la femme de mon père (2007), Femme libérée battue (2010)
- Lié Luc Mounguengui Nyonda (1970 ?)[21], Le sein d'Adomi (2006)
- Blaise-Arnaud Mounguengui Mihindou (1970 ?)[22], Rencontres avec Mackjoss (2018)
- Hubert Freddy Ndong Mbeng (1971 ou 1973-)[23] Les matitis (1992)[24], Dôlè (1999)
- Nadège Noële Ango-Obiang (1973-), poétesse, nouvelliste, dramaturge, scénariste, Rien qu'une nuit (1991), L'amour dans deux visages (2000), La dépression (2009)
- Douka Zita Alida (1973 ?)[25],[26], Le cri de la liberté (2005), La vie ne tient qu'à un fil  (2015)
- Alice Endamne (1974-)[27], romancière franco-gabonaise. C’est demain qu'on s'fait la malle (2008), Garçons et filles (2010), Mal acquise (2015), Volatilisée (2022).
- Fidèle-Marcellin Allogho-Nkoghe (1975-)[28], universitaire, géographe, Politique de la ville et logiques d'acteurs. A la recherche d'alternatives d'aménagement pour les quartiers informels de Libreville (Gabon) (thèse, 2008)
- Edna Merey-Apinda (1976-), nouvelliste, romancière, Les aventures d'Imya, petite fille du Gabon (2004), Ce soir je fermerai la porte (2006), Garde le sourire (2008) Je suis d'elle (2004), Le sourire de mes seize ans (2006), La vie d'une autre (2007), Il pleut sur la ville (2008)
- Stève-Wilifrid Mounguengui (1976-)[29], Et au-delà nos songes d'hiver et le parfum de la terre (2017)
- Janis Otsiemi (1976-), romancier (policier), essayiste, Tous les chemins mènent à l’autre (2000), La vie est un sale boulot (2010), Le Festin de l'aube (2018)…
- Charline Effah (1977-), poétesse, parolière, romancière, affairiste, Percées et Chimères (2011), N'être (2014), La danse de Pilar (2018)
- Antier Ondo Ntoughou (1977-) Beauté Sombre ou Lolie l'ingénue  (2010)
- Nadia Origo (1977-), romancière, éditrice, Le voyage d'Aurore (2007), J'ai résolu de... (2008), Le bal des débutants (2012), La valse des initiés (2014), Sanglotites équatoriales (2014), Entreprendre c'est faire la guerre (2019)…
- Hervé Ona Ndong (1978-), poète, nouvelliste, romancier, Jardins intimes (2002)

## 1980
- Annie Flore Assenguet Yogoulou Joly (1980 ?)[30],[31], économiste, Tiga la tèguè. Parle le téké (2015), Francophonie et démocratie (2015), Quelle évolution des droits des femmes et des filles au Gabon ? (2017), L'évolution des droits des femmes et leur engagement vers une égalité réelle (2018), De la diplomatie féministe pour promouvoir l'efh ! (2021)
- Prisca Olouna (1980 ?)[32], La force de toutes mes douleurs (2005)
- Aïda Touré (vers 1980 ?), poétesse, compositrice, peintre, Unmanifest Poems (2000), The Sublime Sphere (2001), Nocturnal Light (2003)
- Samantha Biffot (1985-), scénariste, réalisatrice, productrice
- Jocksy Ondo-Louemba (1985-), journaliste, polémiste, Something is wrong (2015), Mauvaises nouvelles, chroniques du gabon 2016-2019 (2020)
- Zita Alida Douka (vers 1985)[33], Le cri de la liberté (2005), La vie ne tient qu'à un fil (2015)
- Angèle Rawiri (1983) G’amarakano, Elonga (1985), et Fureur et cris de femmes, publié en 1989.

## 1990
- Max Axel Bounda (né le 17 avril 1991), est un écrivain, poète, essayiste et romancier auteur de plusieurs ouvrages à savoir : L'Anatolie, l’heure sombre qui précède l’Aube (recueil de poèmes, 2013), Au-delà des mots (recueil de poèmes, 2018), Opération Forêt des Abeilles (polar, 2019), Sombre Affaire tome 1 Meurtres sur le campus (2021) et Si c'était à refaire, confidences, témoignages et révélations d'un ancien secrétaire général du CNJ (Autobiographie, 2022)[34].